# کوک استاندارد

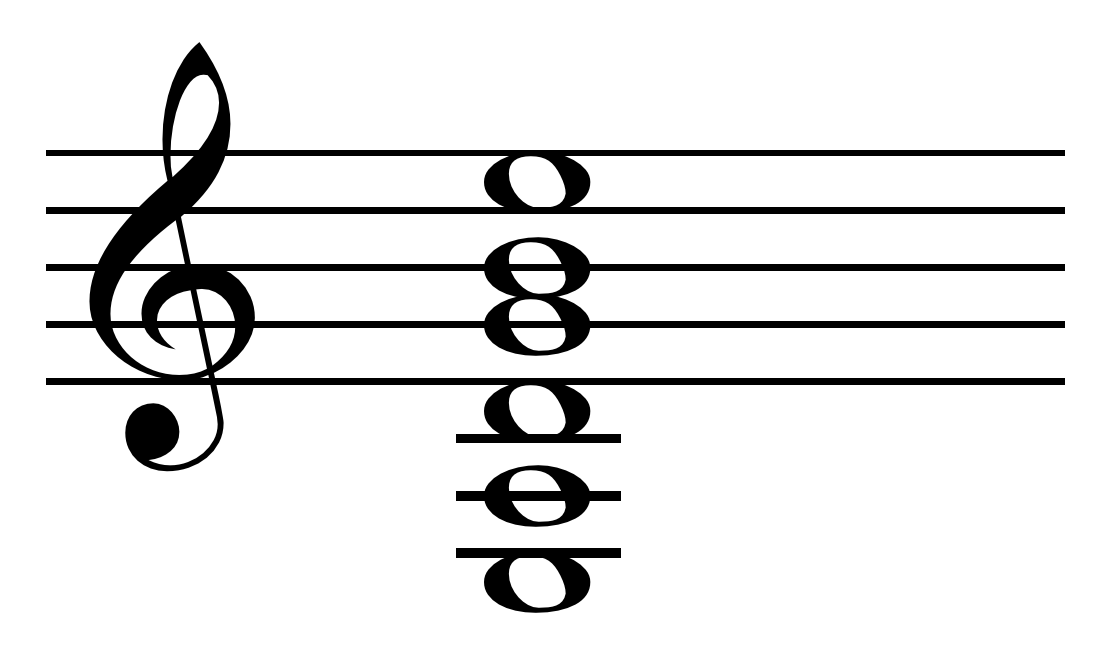
کوک استاندارد گیتار.

کوک استاندارد یا تنظیم استاندارد اشاره به تنظیم اولیه یک ساز تاری دارد. مشهورترین نوع این تنظیم به تنظیم EADGBE در گیتارهای ۶ سیم اشاره‌دارد که با عبارت‌هایی مشهوری چون Eddie Ate Dynamite; Good-Bye, Eddie یا Every Acid Dealer Gets Busted, Eventually با اختصاص دادن حرف اول هر کلمه از بم‌ترین تا ریزترین تار شناخته و به خاطر سپرده می‌شوند. کوک استاندارد توسط موسیقی‌دان‌ها و افراد بسیاری استفاده و به کار گرفته می‌شود و کوک‌های دیگر به عنوان تغییری نسبت به این کوک دیده می‌شوند.

## مشهورترین کوک‌های استاندارد
- ویولن: G3 D4 A4 E5
- ویولا: C3 G3 D4 A4
- ویلونسل: C2 G2 D3 A3
- کنترباس: E1 A1 D2 G2
- گیتار ۶ سیم: E2 A2 D3 G3 B3 E4
- گیتار ۱۲ سیم: E3 E2 A3 A2 D4 D3 G4 G3 B3 B3 E4 E4